# Karel Krejčí
Karel Krejčí (ur. 20 sierpnia 1904 w Pradze, zm. 26 czerwca 1979 tamże) – czeski pisarz, slawista, bohemista, polonista, historyk literatury, autor książek popularyzatorskich o Pradze i nauczyciel akademicki.

## Życiorys
W 1923 r. zdał maturę w gimnazjum małostrańskim. Następnie podjął studia germanistyczne na Wydziale Filozoficznym Uniwersytetu Karola w Pradze; później zainteresował się jednak polonistyką. Jego nauczycielami byli m.in.: Marian Szyjkowski, Jan Máchal, Jan Jakubec i Otokar Fischer. W latach 1927–1928 odbył staże na uczelniach w Krakowie i w Warszawie. W 1928 uzyskał tytuł PhDr. na podstawie rozprawy Polské hnutí revoluční v letech 1830–1846 a české národní obrození. Od 1929 był asystentem słowiańskiego seminarium na Wydziale Filozoficznym Uniwersytetu Karola. W 1934 r. habilitował się jako docent polonistyki na podstawie pracy Polská literatura ve vírech revoluce. W trakcie drugiej wojny światowej, gdy doszło do zamknięcia czeskich szkół wyższych, pracował i uczył jako profesor w Pradze (obchodní akademie), a następnie był zatrudniony w Instytucie Słowiańskim.
W 1945 r. został mianowany profesorem nadzwyczajnym języka polskiego i literatury na Wydziale Filozoficznym Uniwersytetu Karola, od 1948 był profesorem zwyczajnym. W 1955 r. został mianowany członkiem korespondentem Czechosłowackiej Akademii Nauk. Rok później został doktorem nauk (DrSc.) w dziedzinie filologii.
W 1956 r. jako prorektor stanął po stronie studentów domagających się przywrócenia swobód akademickich. Dlatego w 1958 r. został zwolniony z wydziału. Później piastował stanowiska w Instytucie Slawistyki, Instytucie Języków i Literatur, a także w Instytucie Literatury Czeskiej i Światowej Czechosłowackiej Akademii Nauk. W 1975 r. przeszedł na emeryturę.
Działał również w Klubie starej Pragi (Klub Za starou Prahu), w latach 1977–1979 był jego przewodniczącym.

## Wybrana twórczość
- Sociologie literatury, Praga : Archiv Ústavu pro sociální a hospodářskou výchovu, 1944
- Kapitoly o Jakubu Arbesovi, Praga : Československý spisovatel, 1955
- Česká literatura druhé poloviny XIX. Století, Praga : Státní pedagogické nakladatelství, 1955, vedoucí autorského kolektivu
- Úvod do dějin a kultury Polska, Praga : SPN, 1958
- A. M. Tilschová, Praga : Československý spisovatel, 1959
- Heroikomika v básnictví Slovanů, Praga : ČSAV, 1964
- Česká literatura a kulturní proudy evropské, Praga : Československý spisovatel, 1975
- Literatury a žánry v evropské dimenzi. Nejen česká literatura v zorném poli komparatistiky, Úvodní stať napsal Vladimír Svatoň. Vybral, edičně připravil, předmluvu a doslov napsal Marcel Černý. Studiorum slavicorum memoria, sv. 1. Práce Slovanského ústavu AV ČR. Nová řada, sv. 37. Praga : Slovanský ústav AV ČR : Euroslavica, 2014, ISBN 978-80-86420-47-9

### Książki o Pradze
- Praha legend a skutečnosti, Praga : Orbis, 1967 (wyd. polskie Praga. Legenda i rzeczywistość, Warszawa, PIW 1974, w serii „Rodowody Cywilizacji”)
- Podivuhodné příběhy ze staré Prahy : Ze sbírek starých pražských legend a pověstí, Praga : Odeon, 1971
- Růže z pražských trhů : Karolina Světlá, Popelka Biliánová, Božena Obdržálková, Praga : Odeon, 1981